# Roeselia atypica
Roeselia atypica är en fjärilsart som beskrevs av Dyar 1914. Roeselia atypica ingår i släktet Roeselia och familjen trågspinnare. Inga underarter finns listade.